# Indiana University System
Das Indiana University System (auch Indiana University genannt) ist ein Verbund staatlicher Universitäten im US-Bundesstaat Indiana. Dem System gehören neun Hochschulen an. Hauptcampus ist die Indiana University in Bloomington. Derzeit sind an der Indiana University 98.543 Studenten eingeschrieben.

## Standorte
- Indiana University Bloomington in Bloomington (der Hauptcampus, oft auch „Indiana University Bloomington“ oder „IU“ genannt)
- Indiana University East in Richmond
- Indiana University Indianapolis in Indianapolis (im Sport als „IU Indy“ bekannt)
- Indiana University Kokomo in Kokomo
- Indiana University Northwest in Gary
- Indiana University South Bend in South Bend
- Indiana University Southeast in New Albany

Weitere Standorts der IU Indianapolis sind:
- Indiana University Columbus in Columbus
- Indiana University Fort Wayne in Fort Wayne

Vor 2024 betrieb das System einen gemeinsamen Campus mit der Purdue University: Indiana University-Purdue University Indianapolis oder IUPUI. Im Juli 2024 wurde die IUPUI in separate Institutionen aufgeteilt, die dem IU- und dem Purdue-System angeschlossen sind. Ein Großteil der akademischen Programme der IUPUI wurde an die IU Indianapolis übertragen, ebenso wie das Sportprogramm. Zu dieser Zeit wurde die ehemalige Indiana University-Purdue University Columbus (IUPUC), die von der IUPUI verwaltet wurde, zur neuen Indiana University Columbus, die von der IU Indianapolis verwaltet wurde.
Die Systeme IU und Purdue hatten auch einen zweiten gemeinsamen Campus in Fort Wayne betrieben: Indiana University-Purdue University Fort Wayne (IPFW). Im Gegensatz zu IUPUI wurde IPFW hauptsächlich über das Purdue-System verwaltet. Im Juli 2018 wurde das IPFW in zwei separate Universitäten aufgeteilt, wobei die gesundheitswissenschaftlichen Programme an die neue IU Fort Wayne übertragen wurden und alle anderen Programme sowie das Sportprogramm Teil der neuen Purdue Fort Wayne wurden.
Weiterhin gehört zu dem IU Indianapolis Campus die Indiana University School of Medicine, die Indiana University School of Law Indianapolis und die Indiana University School of Dentistry, welche sich zwar auf dem Campus der IU Indianapolis befinden, aber formell unabhängig sind. Alle waren vor der Aufteilung des Campus im Juli 2024 Teil der IUPUI gewesen.